# 北海道道1074号頓別港線
北海道道1074号頓別港線（ほっかいどうどう1074ごう とんべつこうせん）は、北海道枝幸郡浜頓別町内を結ぶ一般道道（北海道道）である。

## 概要

### 路線データ
- 起点：北海道枝幸郡浜頓別町頓別（頓別漁港）
- 終点：北海道枝幸郡浜頓別町頓別（国道238号交点）
- 路線延長：1.3 km（総延長）

## 歴史
- 1987年（昭和62年）3月31日 路線認定[1]。

## 路線状況

### 道路施設
主な橋梁
- 頓別橋（豊寒別川）

## 地理
- 起点の頓別漁港は、頓別川の河口にある。
- 頓別の集落には、小学校・神社・郵便局・保育所がある。
- 浜頓別 - 枝幸間の路線バス（宗谷バス）がこの道道を一部区間経由する。集落の中心部にバス停がある。

### 通過する自治体
- 宗谷総合振興局
  - 枝幸郡浜頓別町

### 交差する道路
浜頓別町
- 国道238号 - 頓別（終点）

### 沿線にある施設など
浜頓別町
- 頓別郵便局 - 頓別